# Brestovac (Orahovac)
Pour les articles homonymes, voir Brestovac.
Brestoc en albanais et Brestovac en serbe latin (en serbe cyrillique : Брестовац) est une localité du Kosovo située dans la commune/municipalité de Rahovec/Orahovac et dans le district de Prizren/Prizren. Selon le recensement de 2011, elle compte 1 288 habitants, dont une majorité d'Albanais.
Selon le découpage administratif du Kosovo, la localité fait partie du district de Gjakovë/Đakovica.

## Démographie

### Évolution historique de la population dans la localité
| 1948 | 1953 | 1961 | 1971 | 1981  | 1991  | 2011  |
| ---- | ---- | ---- | ---- | ----- | ----- | ----- |
| 481  | 536  | 636  | 908  | 1 295 | 1 669 | 1 288 |

|  |